# ヴェステルボッテン・チーズ
ヴェステルボッテン・チーズ（västerbottensost）は、スウェーデンのヴェステルボッテン地方産のチーズである。

## 概要
ヴェステルボッテン・チーズは、小さな目や穴が開いた堅くきめが粗い牛乳から作られるハードチーズである。チェダーチーズのようにこのチーズは成形、熟成される前にカードの状態で加熱、切り分け、撹拌がされる。強い風味を持ち、幾らかパルミジャーノ・レッジャーノに似た塩味といわれるがより苦みが強い。色は明るい黄色で、脂肪分は31%である。スウェーデン人の中にはこのチーズをチーズの王様と考えている者もおり、しばしば限られた供給量に対して需要が上回る状況になる。こういった理由によりその他の熟成タイプのチーズのおよそ倍の値段になっている。このチーズの熟成には少なくとも12カ月間が費やされるが、一般的には14カ月がかけられている。
ブルトラスク村（Burträsk、現在のシェレフテオ県の一部）は、ヴェステルボッテン・チーズが1870年代に酪農家の手伝いをしていたらしいエレオノラ・リンドストローム（Eleonora Lindström）により初めて作られたと主張している。言い伝えによるとリンドストロームは従来のチーズを作るために独りでカードを撹拌していたが、その他の雑用か恋人との密会のためにその作業を中断した。この結果として牛乳をカード化するための加熱と撹拌の手順が入れ替わることとなった。
ヴェステルボッテン・チーズはブルトラスクの酪農業者のノルメイエリエル（Norrmejerier）のみで作られている。

## 利用
スウェーデンではヴェステルボッテン・チーズは、晩夏のザリガニ・パーティーに欠かせない食材とされている。これは特徴ある風味で高い人気のヴェステルボッテン・チーズパイに使用される。